# Han Gan
Han Gan (韓幹T, Hán GànP; 720 circa – dopo il 780) è stato un pittore cinese attivo nel periodo Tang presso la corte dell'imperatore Minghuang.
Sono celebri i suoi dipinti di cavalli commissionati dallo stesso Minghuang, il quale vantava una famosa scuderia.

## Curiosità
- A Han Gan è stato intitolato il cratere Han Kan, sulla superficie del pianeta Mercurio.